# Битва під Нарвою

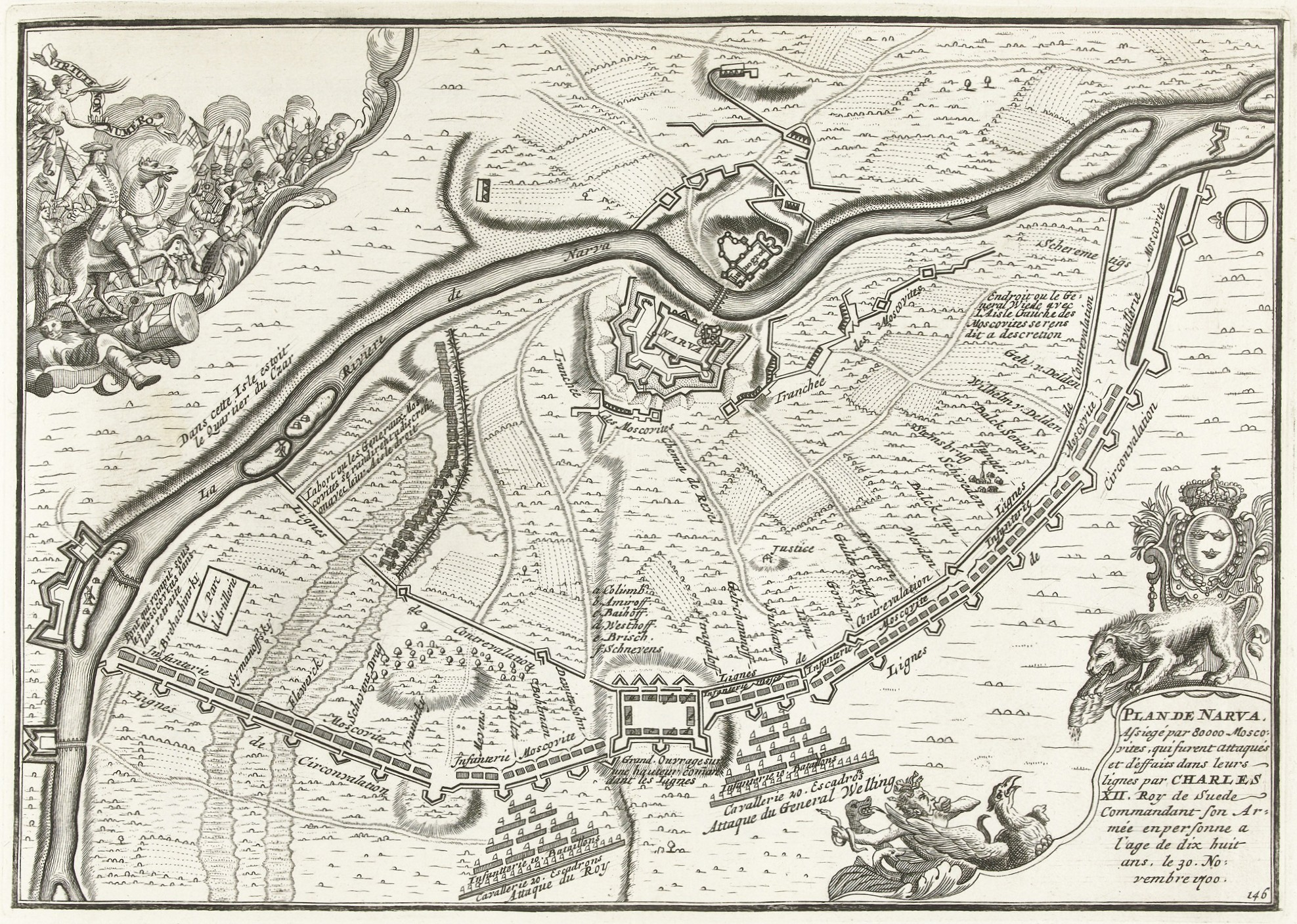
План битви. Гравюра 1702—1703 року

Не варто плутати з битвою за Нарву 1944 року
Би́тва під На́рвою — одна з перших битв Великої Північної війни між московською армією Петра I та шведським військом Карла XII, що відбулася 19 (30) листопада 1700 року біля міста Нарва та закінчилася нищівною поразкою московський військ (Нарвська конфузія).

## Передумови
Велика Північна війна розпочалась 21 лютого 1700 року зі збройної агресії польсько-саксонського війська Августа II Сильного на столицю Шведської Лівонії Ригу. Не наважившись на прямий штурм і не маючи змоги утримати її в облозі, у травні воно відступило в межі Речі Посполитої, після чого в серпні шведський десант, висадившись за підтримки голландсько-англійського флоту під Копенгагеном, змусив вийти з війни її союзницю Данію. Не знаючи про це, 30 серпня 1700 року у війну вступило Московське царство, четвертий союзник по антишведській коаліції, утвореній у 1699 році.
Розраховуючи забезпечити собі вихід на Балтійське море, 40-тисячне московське військо на чолі з Петром I вирушило до Нарви, найбільшої шведської фортеці в Інгрії, яку взяло в облогу 25 жовтня. Збудувавши поблизу неї лінію оборони на випадок підходу додаткових шведських сил, московська армія почала обстріл фортеці, яку захищало близько 2 тисяч чоловік, котрий через два тижні довелось припинити через нестачу снарядів.

## Хід битви
5 листопада в Ревель (нині — Таллінн) прибув шведський король Карл XII на чолі 10-тисячного війська. Поповнивши армію 5 тисячами місцевих ополченців, вона була розділена на три частини, основна з яких залишилась для підготовки основного наступу, друга рушила в напрямку Нарви, знищуючи московські авангардні розвідувальні загони, розквартировані в естонських селах, а найменша — на південний схід до Пскова, де 6 листопада силами тисячі чоловік розбила захоплене зненацька десятитисячне московське військо, взявши як трофей ворожі кораблі на Ільменському озері та прапор Псковської губернії.
27 листопада Карл XII вирушив до Нарви й біля села Пюхайогі розбив кількатисячний авангард московських військ, змусивши його рятуватися втечею.  Дізнавшись про підхід шведів до Нарви і не маючи достовірних даних про чисельність ворожої армії, Петро I 29 листопада в супроводі генерал-фельдмаршала Ф. О. Головіна покинув військо й виїхав до Новгорода під приводом переговорів з польським королем Августом II Сильним, який мав прибути з підкріпленням, залишивши командування генерал-фельдмаршалу герцогові де Круа. 30 листопада 1700 року московити були атаковані шведами й розбиті в ході півгодинного бою. Кинувшись у панічний відступ, до ранку наступного дня, коли офіційно було оголошено про капітуляцію, царські війська втратили до 7 тисяч убитими (з них близько тисячі потонуло під час переправи кавалерії через ріку Нарва), 700 чоловік полоненими (в тому числі 1 фельдмаршал, 10 генералів і 56 офіцерів), практично всю артилерію, 20 тисяч мушкетів, 210 прапорів і царську казну розміром 32 тисячі рублів.

## Наслідки
Після поразки під Нарвою в Європі перестали сприймати московитів як серйозну силу й це значно погіршило військове та зовнішньополітичне становище Московії. Неодноразові спроби Петра за посередництва австрійських і французьких дипломатів укласти мир з Карлом залишилися без відповіді. Це призвело до встановлення більш тісних московсько-саксонських відносин — а армія короля Речі Посполитої і саксонського курфюрста Августа, хоч і відступила за Західну Двіну, але все ще представляла з себе значну військову силу. 27 лютого 1701 року в Біржаї відбулася зустріч московського й посполитого монархів. Переговори закінчилися укладенням Біржайського договору, що визначав умови спільних дій проти Швеції. 11 березня 1701 року на військовій нараді московити й саксонці узгодили детальний план військових дій.
Після перемоги Карл XII отримав славу великого полководця і повірив, що розбив московитів надовго. Петро I усвідомив необхідність військових реформ і зробив наголос на підготовці національних командних кадрів. Карл XII, який зажив загальноєвропейської слави видатного полководця, переоцінив свої сили і в 1704 році втратив Нарву, а в 1709 році був розбитий у битві під Полтавою, що визначило його загальну поразку в Північній війні і втрату Інгрії, Карелії, Естляндії та Ліфляндії.